# Reitenbuch
Reitenbuch ist ein Gemeindeteil des Marktes Fischach im schwäbischen Landkreis Augsburg in Bayern (Deutschland).
Das Dorf Reitenbuch liegt in den Stauden. Von 1862 bis 1929 gehörte Reitenbuch zum Bezirksamt Zusmarshausen und ab 1929 zum Bezirksamt Augsburg, das ab 1939 dann als Landkreis Augsburg bezeichnet wurde.
Reitenbuch mit seinem damaligen Gemeindeteil Maingründel war eine Gemeinde und wurde im Zuge der Gebietsreform in Bayern am 1. Mai 1978 in den Markt Fischach eingemeindet. Maingründel wurde abgespalten und kam zu Kutzenhausen.
Reitenbuch gehört größtenteils zur katholischen Pfarrei Sankt Pankratius in Aretsried, zwei Häuser gehören jedoch zur Pfarrei Sankt Fridolin in Ustersbach.
In der Zeit zwischen 2008 und 2024 wurde in Reitenbuch eine Dorferneuerung durchgeführt. Zu den Maßnahmen zählten unter anderem der Neubau eines Bürger- und Vereinsheimes mit angekoppeltem Feuerwehrhaus sowie die Erneuerung der Ortsdurchfahrt und Sanierung der Laurentiuskapelle.